# Spirobolellus belonanus
Spirobolellus belonanus är en mångfotingart som först beskrevs av Chamberlin 1918.  Spirobolellus belonanus ingår i släktet Spirobolellus och familjen slitsdubbelfotingar. Inga underarter finns listade i Catalogue of Life.